# Jo Soo-chul
Đây là một tên người Triều Tiên, họ là Jo.
Jo Soo-chul (tiếng Hàn: 조수철; sinh ngày 30 tháng 10 năm 1990) là một cầu thủ bóng đá Hàn Quốc thi đấu ở vị trí tiền vệ trung tâm cho Bucheon FC ở K League Challenge.

## Sự nghiệp
Jo gia nhập Seongnam Ilhwa trước khi mùa giải 2013 khởi tranh. Nhưng anh không được ra sân một trận nào cho đội bóng.
Anh chuyển đến Incheon United vào tháng 1 năm 2014 và chơi trận đấu đầu tiên vào ngày 10 tháng 5 trước Jeonbuk.
Anh ký hợp đồng với Pohang Steelers vào tháng 1 năm 2016 sau khi hết hợp đồng với Incheon.